# Inkey Boldizsár (alispán)
Pallini Inkey Boldizsár (1726. – Palin, Zala vármegye, 1792. január 28.) királyi tanácsos, Zala vármegye alispánja, földbirtokos.

## Élete

A pallini Inkey család címere

Az előkelő Zala vármegyei nemesi származású pallini Inkey család sarja. Apja pallini Inkey János (1673–1747) királyi tanácsos, Zala vármegye alispánja, anyja mezőszegedi Szegedy Mária asszony volt. Apai nagyszülei Inkey Ferenc, légrádi várnagy, zalai követ, földbirtokos, és nemes Horváth Dorottya voltak. Anyai nagyszülei, mezőszegedi Szegedy Pál, Vas vármegye alispánja, földbirtokos, és telekesi Török Katalin voltak. Inkey Boldizsár elsőfokú unokatestvére, mezőszegedi Szegedy Ignác (1736–1796) Zala vármegye alispánja, földbirtokos, királyi tanácsos, Vas- és Zala megyék táblabírája volt. Inkey Boldizsár nagynénje, mezőszegedi Szegedy Judit, akinek a férje, tolnai Festetics Kristóf (1696–1768), nagybirtokos, Somogy vármegye alispánja, országgyűlési követ, aranysarkantyús lovag volt. Inkey Boldizsár nővére pallini Inkey Petronella (1722–1796), akinek a férje báró kissennyei Sennyey Antal (1713–1771), földbirtokos volt.
A családi vagyont jelentősen növelte nemcsak házasodás, hanem vétel útján is. Apjától örökölt birtoka volt: Palin, Újudvar, Szerdahely, Ujnép, Erdösfa, Vente, Vajdai puszta. Szerzett birtokai voltak: Nagyrécsén, Kisrécsén, Kerecsenyben, Orosztonyban. Rigyácon, Petriben, Eszteregnyén, Szalapatkán, Pölöskefőn, Kacorlakon, Szentbalázson. Megszerezte a belicai és rátkai uradalmakat. Nagy birtoka volt Horvátországban is Raszinyán, Kaproncán, a vasmegyei úgynevezett Tótságban és Kőszegen.
Több zalai település katolikus hitélete sokat köszönhetett a földesúrnak, Inkey Boldizsár zalai alispánnak. Ő építtette 1761-ben Förhéncen az Urunk színeváltozása kápolnát, Lazsnakon pedig 1768-ban Szent Kereszt titulussal temetőkápolnát emelt magának, amely egyben kálváriakápolna is volt, mivel egy korábbi ilyen helyén épült fel. Palinban pedig épp az Inkey család házi káplánjaiként is működtek kanizsai ferencesek. Ha bár rendkívüli vagyonos volt köznemes létében, Inkey Boldizsár, kevésbé vagyonos volt mint a bátyja, Inkey Gáspár (1716-1776), nagybirtokos. Mária Terézia úrbérrendezés korában Inkey Boldizsár zalai 12 birtokkal, 776 úrbéri holddal és 63 jobbággyal rendelkezett.
Inkey Boldizsár 1754. november 11. és 1757. augusztus 17. között Zala vármegye másodalispánja volt; 1757. augusztus 17-től 1758. január 22-ig a vármegye megválasztott első alispánjaként tevékenykedett. Ezután 1758. január 7. és 1761. október 26. között ismét a zalai másodalispáni hivatalt töltötte be.

## Házasságai és leszármazottjai
Inkey Boldizsárnak az első neje a Zalai nemesi származású szalapatakai Nagy család sarja szalapataki Nagy Julianna (*Szalapataka, 1731. január 3.–†Búcsúszentlászló, 1767. november 19.), akinek a szülei szalapatakai Nagy György (†1748), helytartó-tanácsi ítélőmester, zalai főjegyző, földbirtokos, és nemes Lada Zsófia (1714-1767) voltak. Inkey Boldizsárné apai nagybátyja szalapatakai Nagy Mihály (1706–1756) királyi tanácsos, Zala vármegye alispánja, országgyűlési követe, földbirtokos. Inkey Boldizsárné szalapatakai Nagy Julianna sógora lovászi Jagasics András (1728–1786) Zala vármegye alispánja, táblabíró, földbirtokos, akinek a neje szalapatakai Nagy Magdolna (1734-1772) volt. Inkey Boldizsár és szalapatakai Nagy Julianna házasságából született:
- Inkey János (*Palin, 1751. június 30.)
- Inkey Franciska (*Palin, 1752.–†Kőszeg, 1812. február 18.)
- Inkey Zsófia (*Palin, 1754. május 16.–†?). Férje: sárdi Somssich Antal, földbirtokos.
- Inkey Mária (*Palin, 1756. október 23.–†Lengyeltóti, 1798. október 16.). Férje: lengyeltóti Lengyel Antal (*Lengyeltóti, 1750. augusztus 21.–†Lengyeltóti, 1800. december 13.), földbirtokos.
- Inkey László (*Palin, 1755. május 30.)
- Inkey Imre (*Palin, 1757. október 21.–†Iharos, 1813.), királyi tanácsos, zalai alispán, táblabíró, földbirtokos. 1.f. felesége: nemes Jeszenovszky Franciska (Pest, 1756. február 17.–†Szalapataka, 1788. október 5.). 2.f. felesége: gróf Szécsen Jozefa (*1769.–†Bécs, 1829. május 28.)
- Inkey Mihály (*Palin, 1759. november 2.)

Első felesége halála után Ürményen 1769. április 5-én feleségül vette ürményi Ürményi Katalin (*1747.–†Palin, 1772. február 1.) kisasszonyt, akinek a szülei, Ürményi István és Moszticzky Borbála voltak. A házasság révén Inkey Boldizsár sógora ürményi Ürményi József (1741–1825), több vármegye főispánja, országbíró. Inkey Boldizsár és Ürményi Katalin házasságából csak egy gyermek származott:
- Inkey Menyhért (*Palin, 1771. november 10.–†1796.)

Kőszegen 1773. március 13.-án feleségül vette a harmadik feleségét, a fületinczi Kelcz családból való fületinczi Kelcz Eleonóra (*Kőszeg, 1746. augusztus 31.–†Bécs, 1787. június 5.) kisasszonyt, akinek a szülei fületinczi Kelcz Ádám (1690–1756), kerületi táblai elnök, földbirtokos, és Stark Anna voltak. Az apai nagyszülei fületinczi Kelcz Péter, földbirtokos és szentviszlói Deseő Erzsébet (†1695) voltak. Inkey Boldizsárné Kelcz Eleonóra bátyja fületinczi Kelcz József (1721–1783) királyi tanácsos, nádori ítélőmester, Hont vármegye főispánja, földbirtokos volt. Inkey Boldizsár és Kelcz Eleonóra frigyéből született:
- Inkey Jozefa (*Palin, 1774. április 30.–†1795). Férje: csepini Adamovich Antal (*Eszék, 1762. január 4.–†Almás, 1829. október 20.), királyi kamarás, verőcei alispán, főispán, királyi tanácsos, földbirtokos.
- Inkey Boldizsár (*Palin, 1775. július 15.–†?)
- Inkey Ferenc (*Palin, 1776. november 22.–†Bellinc, 1836. október 8.), királyi kamarás, zalai követ, földbirtokos. Felesége: báró Triangi Karolina.
- Inkey Ádám (*Palin, 1778. október 5.–†Nagyrécse, 1845. február 19.), földbirtokos. Felesége: felsőrajki Rajky Mária (*Felsőrajk, 1780. december 21.–†Nagyrécse, 1833. november 1.).
- Inkey Julianna (*Palin, 1780. február 2.–†Palin, 1780. november 29.)
- Inkey János (*Palin, 1781. május 18.–†Palin, 1842. október 30.), királyi kamarás, zalai nemesi felkelősereg kapitánya, földbirtokos. Felesége: báró Majtényi Erzsébet.
- Inkey Mária Antónia (*Palin, 1783. december 8.–†Palin, 1784. április 7.)